# „Anna” i wampir
„Anna” i wampir – polski film kryminalny z 1981 roku, będący rekonstrukcją schwytania „Wampira z Zagłębia” – Zdzisława Marchwickiego. Twórcy zmienili imiona i nazwiska ofiar, świadków i milicjantów, którzy schwytali wampira.
Plenery: Będzin, Sosnowiec, Czeladź, Dąbrowa Górnicza.

## Fabuła
Druga połowa lat 60. XX wieku. W Zagłębiu Dąbrowskim przez dłuższy czas rejestrowane są zabójstwa młodych kobiet. MO powołuje grupę specjalną pod wodzą kapitana Jaksy, która – od imienia pierwszej ofiary – przyjmuje kryptonim „Anna”. Najbliższymi współpracownikami Jaksy są porucznicy Szłapowicz i Misztak oraz jedyna kobieta – Detka. Śledztwo nie przynosi skutków. Jaksa zostaje wysłany na urlop. Zastępuje go major Dobija. Mimo nowych metod śledztwo nie przynosi rezultatów. Jaksa wraca na stanowisko i ma współpracować z majorem.

## Obsada
- Wirgiliusz Gryń – kapitan Andrzej Jaksa, szef grupy dochodzeniowej
- Joanna Kasperska – Detka, pracownica KW MO w Katowicach, członkini grupy dochodzeniowej
- Mirosław Krawczyk – Zdzisław Marchwicki
- Leon Niemczyk – major Dobija „z Warszawy”
- Edward Skarga – milicjant Bogdan Drozda, członek grupy dochodzeniowej
- Henryk Stanek – porucznik Misztak, członek grupy dochodzeniowej
- Jerzy Trela – porucznik Szłapowicz, członek grupy dochodzeniowej
- Jan Bógdoł – pułkownik Molenda, zwierzchnik Jaksy
- Janusz Bylczyński – komendant wojewódzki MO
- Tadeusz Madeja – pułkownik
- Magdalena Sokołowska – napadnięta
- Adam Baumann – milicjant